# Paepalanthus syngonanthoides
Paepalanthus syngonanthoides är en gräsväxtart som beskrevs av Silveira. Paepalanthus syngonanthoides ingår i släktet Paepalanthus och familjen Eriocaulaceae. Inga underarter finns listade i Catalogue of Life.